# Аеродром Лучко
Аеродром Лучко је регионални аеродром у Хрватској. Налази се 11 км од средишта Загреба, у близини насеља Лучко. Службени оператер аеродрома је Аероклуб Загреб од 1959. године.
У периоду од краја Другог свјетског рата до 1959. године аеродром је служио као главни загребачки аеродром.
До 2000. године постојала је 94. ваздухопловна база Хрватског РВ и ПВО, која је формацијски престала постојати и 28. ескадрила транспортних хеликоптера улази у састав 91. ваздухопловне базе Загреб—Плесо. На Лучком се данас налазе транспортни хеликоптери Ми-17 и смјештено је сједиште Ваздухопловне јединице МУП-а Хрватске.